# Брамея дальневосточная
Брамея дальневосточная или брамея Танкре, (лат. Brahmaea lunulata, =Brahmaea tancrei) — вид ночных бабочек из семейства Брамеи. Ранее ошибочно считался синонимом Brahmaea certhia (Fabricus, 1793), которая обитает в Китае: восточные провинции: Ляонин, Чжэцзян, Цзяньси; Северный Китай: Шэньси; Юго-Западный Китай: Юньнань и на юге Кореи.

## Описание
Длина переднего крыла 55—60 мм. Размах крыльев до 130 мм. Самка крупнее самца, с более широкими и закруглёнными крыльями. Крылья округлые, черновато-бурые, с тёмным срединым полем и широкой волнистой перевязью по краям. Внешняя и внутренняя от перевязи части крыла несут на себе множество волнистых светлых и тёмных линий, образующих поперечный рисунок. На заднем крыле рисунок более волнистый.

## Ареал
На территории России — Приморский край, Хабаровский край (южные районы), Еврейская автономная область, юго-восток Амурской области. В Приамурье встречается к востоку от реки Бурея до Киселёвки. Указание на нахождение вблизи Благовещенска ошибочно и не подтверждается современными сборами. По восточному склону Сихотэ-Алиня распространён на север до Тернея. Участок обитания представлен узкими территориями вдоль Амура и Уссури, а также повсеместно в Южном Приморье. Корея, Китай. Опубликовано указание на нахождение вида на юге Якутии: Инкагирское плоскогорье, но оно нуждается в подтверждении.
Известно два подвида:
- Brahmaea lunulata lunulata Bremer et Grey, 1983 — Китай: Хэбэй, Шэньси, Сычуань[2].
- Brahmaea lunulata carpenteri Butler, 1883 (=tancrei Austaut, 1896; =bicolor Matsumura, 1921; =magnificentia Bryk, 1949) — Россия: Приморье, Приамурье, ?юг Якутии; Корея, Северо-Восточный Китай.

## Местообитания
Влажные долинные широколиственные леса.

## Биология
Развивается в одном поколении за год. Судя по многолетним наблюдениям в окрестностях Хабаровска, лёт бабочек дальневосточной брамеи продолжается с последних чисел мая до начала августа; очень редко отдельные экземпляры можно встретить до начала сентября.

## Размножение
Гусеницы первых трех возрастах своего развития несут на первых двух члениках тела по паре очень длинных волосков, на 10 сегменте имеется еще один очень длинный волосок. На четвертом и пятом возрасте, в результате линьки, волоски утрачиваются. Гусеницы становятся очень яркими. Содержат большое количество поперечных полос на боковых сегментах тела, и еще по одному небольшому глазчатому пятну с синеватой окраской.
Интересной особенностью гусениц является и то, что при прикосновении они способны издавать резкий шипящий звук
Стадия гусеницы в июне — августе. Кормовые растения — представители семейства Oleaceae — Liguster sp., Fraxinus mandshurica, Syringa amurensis и другие древесные растения.
Куколка небольшая, до 3.5 см, чёрная с серым налётом. Окукливание в почве или на её поверхности без кокона.

## Численность
Численность за последние годы не снижается, хотя ранее считалось, что она сокращается.